# فوستيمسافير
فوستيمسافير(Fostemsavir)، الذي يباع تحت الإسم التجاري روكوبيا( Rukobia)، هو دواء يستخدم لعلاج فيروس نقص المناعة البشرية/الإيدز  مع أدوية أخرى، و ذلك عندما لا تكون العلاجات فعالة عادةً.  و يؤخذ عن طريق الفم. 
تشمل الآثار الجانبية الشائعة لهذا العقار على: الغثيان و الإسهال و الطفح الجلدي و آلام البطن.   قد تشمل الآثار الجانبية الأخرى مشاكل الكبد و إطالة فترة QT و متلازمة إعادة تكوين المناعة أيضا.  لا ينبغي أن يؤخذ مع محفزات CYP3A القوية.  و هو يعمل عن طريق الارتباط بفيروس نقص المناعة البشرية و منعه من دخول الخلايا التائية. 
تمت الموافقة على استخدام فوستيمسافير طبيًا في الولايات المتحدة عام 2020، و أوروبا في عام 2021.   في المملكة المتحدة، يكلف شهر العلاج هيئة الخدمات الصحية الوطنية 2900 جنيه إسترليني اعتبارًا من عام 2021.  في الولايات المتحدة يكلف هذا المقدار حوالي 8000 دولار أمريكي. 